# Via Regia (antiken)

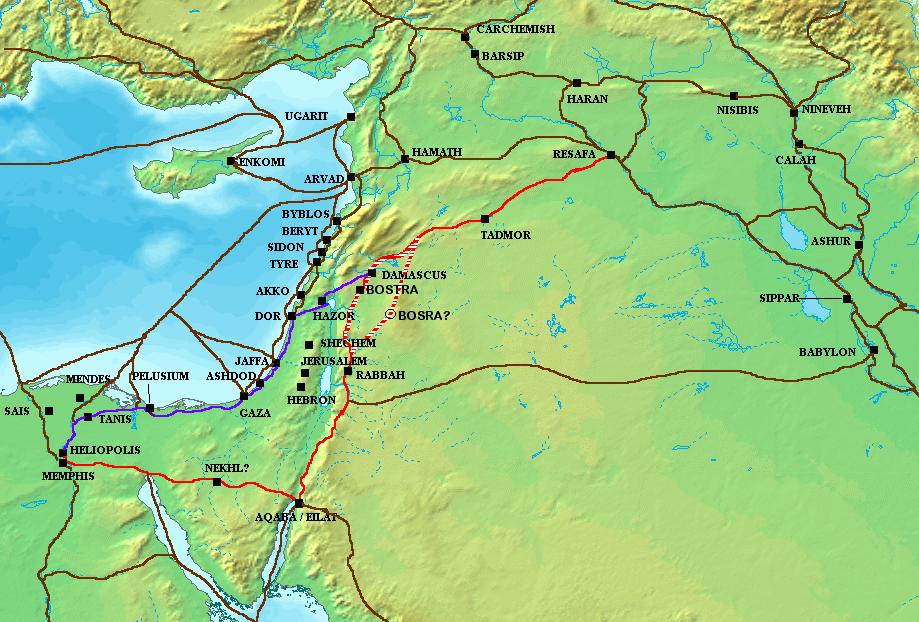
Via Maris (lila), Via Regia (röd) och andra forntida handelsvägar i den Främre Orienten, cirka 1300 f.Kr.

Via Regia var en viktig väg i antikens Mellanöstern. Den sträckte sig från Egypten, vidare längs Sinaihalvön via Aqaba till Damaskus och floden Eufrat.
Via Regia var viktig för handeln i många gamla stater, däribland Edom, Moab, Ammon och olika arameiska områden. Den började vid Heliopolis i Egypten och därifrån gick vägen mot öster till Clysma (dagens Suez), genom Mitlapasset 50 kilometer österut och de gamla egyptisk fästningarna Nekhl och Themed i Sinaiöknen till Eilat och Akaba. Vägen vände sedan norrut genom Wadi Arabah över Petra och Maan men även Adhruh, Sela och ash-Shubak. Vägen passerade al-Karak och Moabs territorier till Madaba, Rabbah Ammon / Philadelphia (dagens Amman), Gerasa (dagens Jarash), Bosra i Syrien och Tadmor (Palmyra) samt slutade i Resafa vid övre Eufrat.
Nabatéerna använde vägen till transport av varor såsom rökelse och kryddor från södra Arabien. Under romarriket kallades vägen Via Traiana Nova. 